# 浸染状构造
根据矿石中矿石矿物和脉石矿物的比例，将矿石中有用矿物含量在80%以上、矿物集合体为不定性状，分布无方向性，矿物粒径差不太悬殊者称块状构造；将矿石矿物含量在30%以下，矿物集合体的形状不定、粒径一般小于0.5cm，呈星散状较均匀的分布的矿石称浸染状构造；而将矿石矿物大于30%时称稠密浸染状构造。
浸染状矿石在利用时一般需要再作选矿处理。